# Carlos Iván Degregori
Carlos Iván Degregori Caso (Lima, 11 de noviembre de 1945 - ibidem, 18 de mayo de 2011) fue un reconocido antropólogo, catedrático, académico e investigador peruano.

## Biografía
Nació en Lima. Realizó sus estudios de antropología en la Universidad Nacional de San Cristóbal de Huamanga y la Universidad de Brandeis (Boston, Estados Unidos). Posee una maestría por la Universidad Nacional Mayor de San Marcos, donde posteriormente fue catedrático y director de la Escuela de Antropología. Además, fue investigador en el Instituto de Estudios Peruanos (IEP) y profesor visitante de la Universidad de Cambridge.
Fue parte de la facción maoísta del Movimiento de Izquierda Revolucionaria (MIR) junto a Carlos Tapia. Se convirtió en dirigente del MIR, organizando paros, formando frentes de defensa y congresos campesinos entre mediados de los años 70 hasta 1980.
En 1982, tras algunas adhesiones de algunos izquierdistas al asalto a la cárcel de Ayacucho por parte de Sendero Luminoso (SL), Degregori escribió un artículo criticando tal visión calificando el ataque como realizado en una “lejana guarnición fronteriza del poder estatal". Entre los años 1984 y 1990 se dedicó a investigar a Sendero Luminoso orientándose a "desmitificar a SL" para que deje de ser considerado como la "conciencia de la izquierda" por diversos grupos de la izquierda peruana.
Integrante y principal redactor del informe de la Comisión de la Verdad y Reconciliación.

### Fallecimiento
Falleció en Lima, el 18 de mayo de 2011, víctima de un cáncer de páncreas. Sus restos fueron velados en la Iglesia de La Recoleta, ubicada en la Plaza Francia, en el centro histórico de Lima. El viernes 20 de mayo, a las 9:00 a.m. luego de una misa de cuerpo presente, sus restos fueron trasladados al cementerio Británico para su cremación.

## Obras
- Conquistadores de un nuevo mundo: de invasores a ciudadanos en San Martín de Porres. (con Cecilia Blondet & Nicolás Lynch) Lima: IEP, 1987.
- El surgimiento de Sendero Luminoso. Ayacucho 1969-1979.[11] Lima: IEP, 1990.
- Perú 1980-1993: Fuerzas Armadas, subversión y democracia. (con Carlos Rivera) Lima: IEP, 1993.
- Las rondas campesinas y la derrota de Sendero Luminoso. Lima: IEP, 1996.
- La década de la anti política: auge y huida de Alberto Fujimori y Vladimiro Montesinos. Lima: IEP, 2000.
- Comunidades locales y transnacionales. Cinco estudios de caso en el Perú. Lima: IEP, 2003.
- Jamás tan cerca arremetió lo lejos. Memoria y violencia política en el Perú. Lima: IEP/SSRC, 2003.
- Construyendo Justicia. Verdad, reconciliación y procesamiento de violaciones de derechos humanos. (con Javier Ciurlizza & José Coronel) Lima: PUCP, 2003.
- Cultura y globalización. (con Gonzalo Portocarrero) Lima: Universidad del Pacífico, 2005.
- Perú: problema agrario en debate. (con Javier Escobal & Javier Iguiñiz) Sepia XI. Lima: SEPIA, 2006.
- El Nacimiento de los Otorongos. (con Carlos Meléndez) Lima: IEP, 2007.
- Saberes periféricos. Ensayos sobre la antropología en América Latina. Lima: IEP, 2008.
- No hay país más diverso. Compendio de antropología peruana. Lima: IEP, 2009.
- Antropología y antropólogos en el Perú. La comunidad académica de ciencias sociales bajo la modernización neoliberal. (con Pablo Sandoval) Lima: IEP, 2009.
- Qué difícil es ser Dios. El Partido Comunista del Perú- Sendero Luminoso y el conflicto armado. Lima: IEP, 2011.
- Enseñanza de antropología en el Perú. (con Javier Ávila & Pablo Sandoval) Lima: CIES.
- Perú: problema agrario en debate. (con Javier Escobal & Benjamín Marticorena) Sepia IV. Lima, 1992